# 金圣叹墓
金圣叹墓位于江苏省苏州市西南郊吴中区藏书镇五峰山下的博士坞。1960年3月17日列为第一批文物保护单位。
顺治十八年七月十三日（1661年8月7日），金圣叹（1608—1661）因哭庙案在南京三山街行刑，尸骨由当地文人收葬于吴县五峰山博士坞。碑文为“文学金人瑞墓”、“吴中保墓会立”。抗战期间，日军在此修建储备军用物资的仓库，取用金圣叹墓上的封土，来掩埋伪装仓库，使得金圣叹墓的位置无法找到。1950年代此处归属林场管理，墓碑移往水池边。1959年文物普查时重修墓冢，种植松树。1974年“批林批孔”运动高潮期间，曾在此召开现场批判会，批判金圣叹“抗粮”和腰斩《水浒》的罪行。1980年代，将墓碑移回墓前。